# Fèlix Serratosa i Palet
Fèlix Serratosa i Palet (Barcelona, 26 de gener de 1925 — 11 de gener de 1995) fou un químic català.
És el germà de l'urbanista i enginyer Albert Serratosa. Deixeble de Josep Pascual i Vila, el 1949 es llicencià en química orgànica a la Universitat de Barcelona, on es doctorà el 1953. De 1955 a 1957 treballà al Massachusetts Institute of Technology (MIT). Posteriorment treballà com a professor d'investigació al Consell Superior d'Investigacions Científiques i el 1977 fou nomenat professor a la Universitat de Barcelona. Ha donat molts cursos i conferències a universitats d'arreu del món
El 1991 va rebre el premi de la Fundació Catalana per a la Recerca. El 1993 fou nomenat membre de la Reial Acadèmia de Ciències i Arts de Barcelona i li fou atorgat el Premi Narcís Monturiol al mèrit científic de la Generalitat de Catalunya pel seu treball en el camp de la metodologia de la síntesi orgànica. Ha estat impulsor del programa Chaos per a la síntesi orgànica assistida per ordinador. També ha col·laborat en nombroses revistes humanístiques.

## Obres
- Kymós (1969) on reflecteix les seves idees cientificofilosòfiques.
- Síntesi i biosíntesi de molècules dissonants: inversió de reactivitat (1977)
- Algunas reflexiones acerca del arte la ciencia y los tres mundos de Karl Popper (1984)
- Organic Chemistry in Action: The Design of Organic Synthesis (1990)
- «La Síntesi orgànica i el concepte de substància pura amb algunes breus incursions al món de la política i la religió» (pdf). Butll. Soc. Cat. Cien., XIV, 1, 1991, pàg. 33-46.